# Élections fédérales canadiennes de 2019 au Nouveau-Brunswick
Les élections fédérales canadiennes de 2019 au Nouveau-Brunswick, comme dans le reste du Canada, ont lieu le 21 octobre 2019. La province est représentée par 10 députés à la Chambre des communes, soit le même nombre que lors des élections fédérales canadiennes de 2015 au Nouveau-Brunswick.

## Résultats généraux

### Élus
| Circonscriptions            | Député sortant | Député sortant          | Député gagnant          | Député gagnant          |
| --------------------------- | -------------- | ----------------------- | ----------------------- | ----------------------- |
| Acadie—Bathurst             |                | Serge Cormier           | Serge Cormier           | Serge Cormier           |
| Beauséjour                  |                | Dominic LeBlanc         | Dominic LeBlanc         | Dominic LeBlanc         |
| Fredericton                 |                | Matt DeCourcey          |                         | Jenica Atwin            |
| Fundy Royal                 |                | Alaina Lockhart         |                         | Rob Moore               |
| Madawaska—Restigouche       |                | René Arseneault         | René Arseneault         | René Arseneault         |
| Miramichi—Grand Lake        |                | Pat Finnigan            | Pat Finnigan            | Pat Finnigan            |
| Moncton—Riverview—Dieppe    |                | Ginette Petitpas Taylor | Ginette Petitpas Taylor | Ginette Petitpas Taylor |
| Nouveau-Brunswick-Sud-Ouest |                | Karen Ludwig            |                         | John Williamson         |
| Saint John—Rothesay         |                | Wayne Long              | Wayne Long              | Wayne Long              |
| Tobique—Mactaquac           |                | TJ Harvey ‡             |                         | Richard Bragdon         |